# Bruce Carl Berndt
Bruce Carl Berndt (St. Joseph, Michigan, 13 de marzo de 1939) es un matemático estadounidense. Se graduó en 1961 en el Albion College, y obtuvo su doctorado en la Universidad de Wisconsin-Madison.
Enseñó durante un año en la Universidad de Glasgow, y en 1967 fue nombrado profesor asistente en la Universidad de Illinois (Urbana-Champaign), donde actualmente trabaja.
Bruce Berndt trabajó en teoría analítica de los números, y es particularmente conocido por sus escritos referentes a la obra de Srinivasa Ramanujan. Además, es editor del The Ramanujan Journal, y en 1996 recibió el Premio Leroy P. Steele de la American Mathematical Society, por su trabajo titulado Las anotaciones de Ramanujan o Libro de anotaciones de Ramanujan (título original: Ramanujan's Notebooks).

## Publicaciones
- Ramanujan: Letters and Commentary (History of Mathematics, V. 9), por Bruce C. Berndt y Robert Alexander Rankin, (American Mathematical Society, 1995, ISBN 0-8218-0287-9).
- Ramanujan: Essays and Surveys (History of Mathematics, V. 22), por Bruce C. Berndt y Robert Alexander Rankin, (American Mathematical Society, 2001, ISBN 0-8218-2624-7).
- The Continued Fractions Found in the Unorganized Portions of Ramanujan's Notebooks (Memoirs of the American Mathematical Society), por Bruce C. Berndt, L. Jacobsen, R. L. Lamphere, George E. Andrews (Editor), Srinivasa Ramanujan Aiyangar (Editor), (American Mathematical Society, 1993, ISBN 0-8218-2538-0).
- Ramanujan's Notebooks, Part I, por Bruce C. Berndt, (Springer, 1985, ISBN 0-387-96110-0).
- Ramanujan's Notebooks, Part II, por Bruce C. Berndt, (Springer, 1999, ISBN 0-387-96794-X).
- Ramanujan's Notebooks, Part III, por Bruce C. Berndt, (Springer, 2004, ISBN 0-387-97503-9).
- Ramanujan's Notebooks, Part IV, por Bruce C. Berndt, (Springer, 1993, ISBN 0-387-94109-6).
- Ramanujan's Notebooks, Part V, por Bruce C. Berndt, (Springer, 2005, ISBN 0-387-94941-0).
- Ramanujan's Lost Notebook, Part I, por George E. Andrews y Bruce C. Berndt, (Springer, 2005, ISBN 038725529X).
- Ramanujan's Lost Notebook, Part II, por Bruce C. Berndt y George E. Andrews, (Springer, 2008, ISBN 9780387777658).
- Number Theory in the Spirit of Ramanujan por Bruce C. Berndt, (American Mathematical Society, 2006, ISBN 0-8218-4178-5).
- Number Theory and Modular Forms: Papers in Memory of Robert A. Rankin (Developments in Mathematics), por Bruce Berndt (editor), Ken Ono (editor), (Springer, 2003, ISBN 1-4020-7615-0).